# Jonathan Parpeix
Jonathan Parpeix, né le 4 mars 1990 à Grande-Synthe (Nord, France), est un footballeur français qui évolue au poste de défenseur ou de milieu défensif au FCSR Haguenau en National.

## Biographie
Jonathan Parpeix débute en équipe première lors de la saison 2010-2011 qui voit le club se maintenir a la dernière journée. Il signe avec le Nîmes Olympique son premier contrat professionnel en juin 2011. Sa première saison débutera en National où il joue 31 rencontres et inscrit deux buts ainsi qu'une passe décisive.
A l'été 2015, libre de tout contrat, il rejoint l'Apollon Smyrnis en deuxième division grecque.
Avec le club grec, il dispute 25 matchs de championnat dont 22 en tant que titulaire et a inscrit un but. En coupe, il dispute 3 matchs dont deux en tant que titulaire et inscrit deux buts. Sur le plan collectif, l'Apollon Smyrnis finit à la quatrième place du championnat.
A l'issue de cette saison, Parpeix retourne en France et plus précisément au FC Martigues (CFA) malgré plusieurs offres de clubs de D1 grecque. En fin de saison, il est sollicité par le FC Miami City, évoluant en PDL, la quatrième division nord-américaine, et rejoint cette franchise le 4 avril 2017.
Après une saison excellente avec le FC Miami City, Parpeix est nommé meilleur joueur de la Conférence Sud. Il termine la saison avec quatorze matchs joués et huit passes décisives pour le FC Miami City. Parpeix termine second meilleur passeur de toute la PDL

## Palmarès
- Champion de France de National en 2012 avec le Nîmes Olympique.
- Vice-champion de la Conférence Sud de la PDL avec le FC Miami City.